# Нинканъёган
Нинканъёган (устар. Нин-Кан-Еган) — река в России, протекает по Нижневартовскому району Ханты-Мансийского АО. Устье реки находится в 510 км от устья Ваха по левому берегу, на высоте 59 м над уровнем моря. Длина реки составляет 121 км, площадь водосборного бассейна — 852 км².

## Данные водного реестра
По данным государственного водного реестра России относится к Верхнеобскому бассейновому округу, водохозяйственный участок реки — Вах, речной подбассейн реки — бассейн притоков (Верхней) Оби от Васюгана до Ваха. Речной бассейн реки — (Верхняя) Обь до впадения Иртыша.
Код объекта в государственном водном реестре — 13011000112115200038071.

## Притоки
(указано расстояние от устья)
- 14 км: река Кривой Пасал (пр)
- 101 км: река Ихигол (лв)
- Лянкаигол (пр)
- 111 км: река Рутьлёкигол (пр)